# Lucre cessant
El lucre cessant és una forma de dany patrimonial que consisteix en la pèrdua d'un guanys legítim o d'una utilitat econòmica per part de la víctima o els seus familiars com a conseqüència d'un fet determinat, i que aquesta no s'hauria produït si l'esdeveniment perniciós no hagués tingut lloc. És, per tant, el que s'ha deixat de guanyar i que s'hauria guanyat de no haver succeït l'esmentat fet perniciós.
El lucre cessant ocorre quan hi ha una pèrdua d'una perspectiva certa de beneficis. Per exemple, el comerciant que la seva mercaderia ha estat destruïda pot reclamar el preu d'aquesta, així com el benefici que n'hagués obtingut.
Si bé s'admet generalment la indemnització per lucre cessant, la jurisprudència sol exigir una càrrega probatòria prou important, i se sol ser molt cautelós a l'hora de concedir-la.

## Requisits
Perquè es pugui concedir una indemnització per lucre cessant, la jurisprudència exigeix dos requisits:
- Que el lucre cessant existeixi i pugui ser provat, juntament amb la seva relació directa amb el fet causat. Aquest és el requisit més difícil.
- Que pugui ser determinada econòmicament la quantia que s'ha deixat de percebre. Per exemple, si una persona no va poder treballar durant un mes per culpa d'un dany causat, el lucre cessant seria el seu sou durant un mes (menys, si s'escau, les pensions que hagués pogut percebre).

## Determinació
Els tribunals no han fixat un criteri únic, i depèn en gran manera de les circumstàncies i de les proves del cas concret. Si el fet causant estava dins d'una relació contractual, dependrà també dels termes pactats en el contracte.